# World Cup 2005 (Tischtennis)
| 2004 ← World Cup → 2006 | 2004 ← World Cup → 2006   | 2004 ← World Cup → 2006          |
| ----------------------- | ------------------------- | -------------------------------- |
|                         | Männer                    | Frauen                           |
| Datum                   | 21.–23.10.                | 13.12.–15.12.                    |
| Ort                     | Lüttich                   | Guangzhou                        |
| Auflage                 | 26                        | 9                                |
| Sieger                  | Timo Boll Wang Hao Ma Lin | Zhang Yining Guo Yan Ai Fukuhara |

Der Tischtennis-World Cup 2005 fand für die Männer in seiner 26. Austragung vom 21. bis 23. Oktober im belgischen Lüttich und für die Frauen in seiner 9. Austragung vom 13. bis 15. Dezember im chinesischen Guangzhou statt. Gold ging an den Deutschen Timo Boll und Zhang Yining aus China.

## Modus
An jedem Wettbewerb nahmen 16 Sportler teil, die auf vier Gruppen mit je vier Sportlern aufgeteilt wurden. Die Gruppenersten und -zweiten rückten in die im K.O.-Modus ausgetragene Hauptrunde vor. Die Halbfinal-Verlierer trugen ein Spiel um Platz 3 aus.

## Teilnehmer
| Pos. | Männer            | WRL-Pos. | TN | Frauen                | WRL-Pos. | TN |
| ---- | ----------------- | -------- | -- | --------------------- | -------- | -- |
| 1    | Timo Boll         | 3        | 4  | Zhang Yining          | 1        | 5  |
| 2    | Wang Hao          | 4        | 3  | Guo Yan               | 5        | 1  |
| 3    | Ma Lin            | 2        | 7  | Ai Fukuhara           | 24       | 1  |
| 4    | Vladimir Samsonov | 4        | 8  | Tie Yana              | 9        | 4  |
| 5    | Michael Maze      | 15       | 1  | Tamara Boroš          | 7        | 6  |
| 5    | Ryu Seung-min     | 8        | 3  | Gao Jun               | 12       | 6  |
| 5    | Jean-Michel Saive | 16       | 15 | Guo Yue               | 2        | 1  |
| 5    | Wang Liqin        | 1        | 7  | Lin Ling              | 10       | 2  |
| 9    | Chen Weixing      | 10       | 1  | Kim Kyung-ah          | 6        | 3  |
| 9    | Chuang Chih-Yuan  | 13       | 4  | Li Jiawei             | 3        | 5  |
| 9    | Kalinikos Kreanga | 9        | 8  | Liu Jia               | 15       | 3  |
| 9    | Oh Sang-eun       | 6        | 2  | Wiktoryja Paulowitsch | 13       | 2  |
| 13   | Bence Csaba       | 271      | 1  | Victorine Agum Fomum  |          | 1  |
| 13   | William Henzell   | 201      | 1  | Jian Fang Lay         |          | 3  |
| 13   | Lin Ju            | 48       | 1  | Lau Sui Fei           | 11       | 3  |
| 13   | Ahmed Saleh       | 120      | 3  | Lian Qian             | 112      | 1  |

## Männer

### Gruppenphase

#### Gruppe 1
|              | Ergebnis |              |
| ------------ | -------- | ------------ |
| Wang Liqin   | 4:1      | Michael Maze |
| Oh Sang-eun  | 4:1      | Lin Ju       |
| Michael Maze | 4:1      | Lin Ju       |
| Wang Liqin   | 4:0      | Oh Sang-eun  |
| Wang Liqin   | 4:0      | Lin Ju       |
| Oh Sang-eun  | 1:4      | Michael Maze |

| Platz | Spieler      | Spiele | Sätze | Punkte |
| ----- | ------------ | ------ | ----- | ------ |
| 1     | Wang Liqin   | 3      | 12:1  | 6      |
| 2     | Michael Maze | 3      | 9:6   | 5      |
| 3     | Oh Sang-eun  | 3      | 5:9   | 4      |
| 4     | Lin Ju       | 3      | 2:12  | 3      |

#### Gruppe 2
|                                              | Ergebnis |                    |
| -------------------------------------------- | -------- | ------------------ |
| Timo Boll                                    | 4:1      | Chuang Chih-Yuan   |
| Uladsimir Samsonau (engl. Vladimir Samsonov) | 4:0      | William Henzell    |
| Chuang Chih-Yuan                             | 4:1      | William Henzell    |
| Timo Boll                                    | 2:4      | Uladsimir Samsonau |
| Timo Boll                                    | 4:1      | William Henzell    |
| Uladsimir Samsonau                           | 4:0      | Chuang Chih-Yuan   |

| Platz | Spieler                                      | Spiele | Sätze | Punkte |
| ----- | -------------------------------------------- | ------ | ----- | ------ |
| 1     | Uladsimir Samsonau (engl. Vladimir Samsonov) | 3      | 12:2  | 6      |
| 2     | Timo Boll                                    | 3      | 10:6  | 5      |
| 3     | Chuang Chih-Yuan                             | 3      | 5:9   | 4      |
| 4     | William Henzell                              | 3      | 2:12  | 3      |

#### Gruppe 3
|                   | Ergebnis |                   |
| ----------------- | -------- | ----------------- |
| Ma Lin            | 4:1      | Jean-Michel Saive |
| Kalinikos Kreanga | 4:0      | Ahmed Saleh       |
| Jean-Michel Saive | 4:0      | Ahmed Saleh       |
| Ma Lin            | 4:1      | Kalinikos Kreanga |
| Ma Lin            | 4:1      | Ahmed Saleh       |
| Kalinikos Kreanga | 3:4      | Jean-Michel Saive |

| Platz | Spieler           | Spiele | Sätze | Punkte |
| ----- | ----------------- | ------ | ----- | ------ |
| 1     | Ma Lin            | 3      | 12:3  | 6      |
| 2     | Jean-Michel Saive | 3      | 9:7   | 5      |
| 3     | Kalinikos Kreanga | 3      | 8:8   | 4      |
| 4     | Ahmed Saleh       | 3      | 1:12  | 3      |

#### Gruppe 4
|               | Ergebnis |               |
| ------------- | -------- | ------------- |
| Wang Hao      | 4:3      | Chen Weixing  |
| Ryu Seung-min | 4:0      | Bence Csaba   |
| Chen Weixing  | 4:0      | Bence Csaba   |
| Wang Hao      | 4:3      | Ryu Seung-min |
| Wang Hao      | 4:0      | Bence Csaba   |
| Ryu Seung-min | 4:1      | Chen Weixing  |

| Platz | Spieler       | Spiele | Sätze | Punkte |
| ----- | ------------- | ------ | ----- | ------ |
| 1     | Wang Hao      | 3      | 12:6  | 6      |
| 2     | Ryu Seung-min | 3      | 11:5  | 5      |
| 3     | Chen Weixing  | 3      | 8:8   | 4      |
| 4     | Bence Csaba   | 3      | 0:12  | 3      |

### Hauptrunde
|  | Viertelfinale                                | Viertelfinale      |           |                    | Halbfinale       | Halbfinale |  |  | Finale | Finale |
|  |                                              |                    |           |                    |                  |            |  |  |        |        |
|  |                                              |                    |           |                    |                  |            |  |  |        |        |
|  | Timo Boll                                    | 4                  |           |                    |                  |            |  |  |        |        |
|  | Timo Boll                                    | 4                  |           |                    |                  |            |  |  |        |        |
|  | Wang Liqin                                   | 3                  |           |                    |                  |            |  |  |        |        |
|  | Wang Liqin                                   | 3                  | Timo Boll | 4                  |                  |            |  |  |        |        |
|  |                                              |                    | Timo Boll | 4                  |                  |            |  |  |        |        |
|  |                                              | Ma Lin             | 3         |                    |                  |            |  |  |        |        |
|  | Ma Lin                                       | Ma Lin             | 3         | 4                  |                  |            |  |  |        |        |
|  | Ma Lin                                       |                    |           | 4                  |                  |            |  |  |        |        |
|  | Ryu Seung-min                                | 1                  |           |                    |                  |            |  |  |        |        |
|  |                                              |                    | Timo Boll | 4                  |                  |            |  |  |        |        |
|  |                                              |                    |           | Wang Hao           | 3                |            |  |  |        |        |
|  | Wang Hao                                     | 4                  |           |                    |                  |            |  |  |        |        |
|  | Jean-Michel Saive                            | 2                  |           |                    |                  |            |  |  |        |        |
|  | Jean-Michel Saive                            | 2                  | Wang Hao  | 4                  |                  |            |  |  |        |        |
|  |                                              |                    | Wang Hao  | 4                  | Spiel um Platz 3 |            |  |  |        |        |
|  |                                              | Uladsimir Samsonau | 1         |                    |                  |            |  |  |        |        |
|  | Uladsimir Samsonau (engl. Vladimir Samsonov) | Uladsimir Samsonau | 1         | 4                  | Ma Lin           | 4          |  |  |        |        |
|  | Uladsimir Samsonau (engl. Vladimir Samsonov) |                    |           | 4                  | Ma Lin           | 4          |  |  |        |        |
|  | Michael Maze                                 | 1                  |           | Uladsimir Samsonau | 2                |            |  |  |        |        |
|  | Michael Maze                                 | 1                  |           |                    | 2                |            |  |  |        |        |
|  |                                              |                    |           |                    |                  |            |  |  |        |        |

## Frauen

### Gruppenphase

#### Gruppe 1
|                      | Ergebnis |                      |
| -------------------- | -------- | -------------------- |
| Zhang Yining         | 4:3      | Gao Jun              |
| Victorine Agum Fomum | 0:4      | Kim Kyung-ah         |
| Zhang Yining         | 4:0      | Kim Kyung-ah         |
| Gao Jun              | 4:0      | Victorine Agum Fomum |
| Zhang Yining         | 4:0      | Victorine Agum Fomum |
| Kim Kyung-ah         | 1:4      | Gao Jun              |

| Platz | Spieler              | Spiele | Sätze | Punkte |
| ----- | -------------------- | ------ | ----- | ------ |
| 1     | Zhang Yining         | 3      | 12:3  | 6      |
| 2     | Gao Jun              | 3      | 11:5  | 5      |
| 3     | Kim Kyung-ah         | 3      | 5:8   | 4      |
| 4     | Victorine Agum Fomum | 3      | 0:12  | 3      |

#### Gruppe 2
|                       | Ergebnis |                       |
| --------------------- | -------- | --------------------- |
| Guo Yue               | 4:0      | Wiktoryja Paulowitsch |
| Lian Qian             | 2:4      | Tamara Boroš          |
| Guo Yue               | 3:4      | Tamara Boroš          |
| Wiktoryja Paulowitsch | 4:2      | Lian Qian             |
| Guo Yue               | 4:0      | Lian Qian             |
| Tamara Boroš          | 4:0      | Wiktoryja Paulowitsch |

| Platz | Spieler               | Spiele | Sätze | Punkte |
| ----- | --------------------- | ------ | ----- | ------ |
| 1     | Tamara Boroš          | 3      | 12:5  | 6      |
| 2     | Guo Yue               | 3      | 11:4  | 5      |
| 3     | Wiktoryja Paulowitsch | 3      | 4:10  | 4      |
| 4     | Lian Qian             | 3      | 4:12  | 3      |

#### Gruppe 3
|             | Ergebnis |             |
| ----------- | -------- | ----------- |
| Li Jiawei   | 4:0      | Lau Sui Fei |
| Ai Fukuhara | 4:0      | Lin Ling    |
| Li Jiawei   | 1:4      | Lin Ling    |
| Lau Sui Fei | 1:4      | Ai Fukuhara |
| Li Jiawei   | 1:4      | Ai Fukuhara |
| Lin Ling    | 4:0      | Lau Sui Fei |

| Platz | Spieler     | Spiele | Sätze | Punkte |
| ----- | ----------- | ------ | ----- | ------ |
| 1     | Ai Fukuhara | 3      | 12:2  | 6      |
| 2     | Lin Ling    | 3      | 8:5   | 5      |
| 3     | Li Jiawei   | 3      | 6:8   | 4      |
| 4     | Lau Sui Fei | 3      | 1:12  | 3      |

#### Gruppe 4
|               | Ergebnis |               |
| ------------- | -------- | ------------- |
| Guo Yan       | 4:2      | Liu Jia       |
| Jian Fang Lay | 2:4      | Tie Yana      |
| Guo Yan       | 2:4      | Tie Yana      |
| Liu Jia       | 4:0      | Jian Fang Lay |
| Guo Yan       | 4:0      | Jian Fang Lay |
| Tie Yana      | 4:2      | Liu Jia       |

| Platz | Spieler       | Spiele | Sätze | Punkte |
| ----- | ------------- | ------ | ----- | ------ |
| 1     | Tie Yana      | 3      | 12:6  | 6      |
| 2     | Guo Yan       | 3      | 10:7  | 5      |
| 3     | Liu Jia       | 3      | 8:8   | 4      |
| 4     | Jian Fang Lay | 3      | 3:12  | 3      |

### Hauptrunde
|  | Viertelfinale | Viertelfinale |              |             | Halbfinale       | Halbfinale |  |  | Finale | Finale |
|  |               |               |              |             |                  |            |  |  |        |        |
|  |               |               |              |             |                  |            |  |  |        |        |
|  | Zhang Yining  | 4             |              |             |                  |            |  |  |        |        |
|  | Zhang Yining  | 4             |              |             |                  |            |  |  |        |        |
|  | Guo Yue       | 2             |              |             |                  |            |  |  |        |        |
|  | Guo Yue       | 2             | Zhang Yining | 4           |                  |            |  |  |        |        |
|  |               |               | Zhang Yining | 4           |                  |            |  |  |        |        |
|  |               | Tie Yana      | 0            |             |                  |            |  |  |        |        |
|  | Lin Ling      | Tie Yana      | 0            | 3           |                  |            |  |  |        |        |
|  | Lin Ling      |               |              | 3           |                  |            |  |  |        |        |
|  | Tie Yana      | 4             |              |             |                  |            |  |  |        |        |
|  |               |               | Zhang Yining | 4           |                  |            |  |  |        |        |
|  |               |               |              | Guo Yan     | 0                |            |  |  |        |        |
|  | Ai Fukuhara   | 4             |              |             |                  |            |  |  |        |        |
|  | Gao Jun       | 2             |              |             |                  |            |  |  |        |        |
|  | Gao Jun       | 2             | Ai Fukuhara  | 3           |                  |            |  |  |        |        |
|  |               |               | Ai Fukuhara  | 3           | Spiel um Platz 3 |            |  |  |        |        |
|  |               | Guo Yan       | 4            |             |                  |            |  |  |        |        |
|  | Guo Yan       | Guo Yan       | 4            | 4           | Tie Yana         | 1          |  |  |        |        |
|  | Guo Yan       |               |              | 4           | Tie Yana         | 1          |  |  |        |        |
|  | Tamara Boroš  | 1             |              | Ai Fukuhara | 4                |            |  |  |        |        |
|  | Tamara Boroš  | 1             |              |             | 4                |            |  |  |        |        |
|  |               |               |              |             |                  |            |  |  |        |        |

## Sonstiges
Nach dem Turniersieg bei den Männern erhielt der Gewinner Timo Boll vorerst nur eine Kopie des Pokals, weil die chinesische Delegation – Vorjahressieger war Ma Lin – die Trophäe in China vergessen hatte.